# Cros (empresa)
La Sociedad Anónima Cros fue una empresa española perteneciente al sector químico, cuyas actividades abarcaban diversos sectores económicos. La actividad de Cros se extendió entre 1904 y 1989, período durante el cual fue una de las principales empresas químicas de España. 
Fundada a comienzos del siglo XX por el empresario Amadeo Cros, desde sus inicios la compañía se especializó en el sector de la industria química y con los años expandió sus actividades desde la región catalana a otras partes de España. Como resultado de ello llegó a controlar a una red de empresas filiales. En 1989 se fusionó con el grupo Explosivos Río Tinto, dando lugar al holding Ercros.

## Historia

### Nacimiento y expansión
La empresa fue fundada por el empresario Amadeo Cros en 1904, si bien sus antecedentes venían de 1817. El propio Amadeo Cros asumiría la presidencia de nueva la sociedad, que con los años acabaría teniendo un capital de 200 millones de pesetas de la época. Entre los productos que Cros comercializaba se encontraban sulfatos de alúmina, cobre, sosa y cinc. También se especializó en la elaboración de fertilizantes y superfosfatos, al punto de acabar convirtiéndose en uno de los principales productores del país. Entre las décadas de 1920 y 1960 experimentó un crecimiento tal que le llevó a convertirse en la primera empresa industrial de Cataluña, llegando a tener fábricas por todo el territorio español: Badalona, Flix (Tarragona), Lérida, Valencia, Madrid, San Juan de Aznalfarache (Sevilla), Maliaño (Santander), El Burgo (La Coruña) y Málaga. Durante el transcurso de la Guerra Civil algunas sus instalaciones fueron incautadas por ambos contendientes.

Cros fue un cliente habitual de las minas de Huelva, como Riotinto.

En la década de 1940 hubo conversaciones con la británica Rio Tinto Company Limited (RTC) de cara a adquirir las minas de Riotinto (Huelva), si bien estas no llegaron a buen puerto. En cierta medida, la sociedad Cros llegó a estar estrechamente ligada con las minas de Huelva: durante el período 1954-1971 la empresa adquirió el 30,2% de la producción nacional de pirita. La mayor parte de estas compras las hizo a la Compañía Española de Minas de Río Tinto y a la Compañía de Azufre y Cobre de Tharsis Limitada.
Durante el período del desarrollismo franquista la sociedad anónima Cros inició una fase de expansión y diversificación de sus negocios. A finales de la década de 1960 llegó a plantear una fusión con la Unión Española de Explosivos, empresa con la cual había colaborado anteriormente, si bien esta posibilidad acabaría frustrándose. En 1972 se anexionó una parte de los activos y negocios de las minas de Tharsis, que hasta entonces habían estado dominadas por el capital británico. En 1973 absorbió a la Sociedad Electroquímica de Flix, de la cual Cros ya era matriz y cuya factoría en Flix era una de las más importantes del país. En la órbita de Cros también cayeron empresas del sector como Electro Metalúrgica del Ebro o Industrial Química de Zaragoza. No obstante, esta expansión tuvo un alto coste económico. A mediados de la década de 1980 la Cros atravesaba una grave situación financiera, consecuencia de la abultada deuda que había acumulado.
En 1977 su presidente José María Bultó fue víctima de un atentado terrorista. Le sucedió Francisco Godía Sales, propuesto por Emilio Botín, su máximo accionista.

### Desaparición
Hacia 1987 la sociedad Cros era la principal accionista de Explosivos Río Tinto (ERT), un importante grupo empresarial que se había convertido en su principal competidor en los últimos tiempos. Paralelamente, en aquella época se estaba promoviendo una política de concentración en determinados sectores con el fin de aumentar la competitividad ante el nuevo panorama económico. En 1988 Javier de la Rosa propició la venta de Cros al fondo de inversión kuwaití Grupo KIO.El grupo KIO acabaría forzando la fusión de ambos grupos empresariales. Las dos sociedades acordaron unificar los activos de sus divisiones de fertilizantes en una sola empresa, que serviría de base para la creación de Fesa-Enfersa. Este proceso culminaría en 1989 con la integración de ERT y Cros, dando lugar a Ercros.

## Filiales y empresas asociadas
A la altura de 1988 la sociedad Cros controlaba o tenía presencia en el accionariado de las siguientes empresas:
| Nombre                                                   | Acrónimo  | Área                  |
| -------------------------------------------------------- | --------- | --------------------- |
| Transportes, Aduanas y Consignaciones S.A.               | TAC       | Logística             |
| Transportes Mineros S.A.                                 | —         | Logística             |
| Doctor Andreu S.A.                                       | —         | Farmacéutica          |
| Agrocros S.A.                                            | —         | Química               |
| Electro Metalúrgica del Ebro S.A.                        | EMESA     | Química               |
| Fosfórico Español S.A.                                   | FESA      | Química/fertilizantes |
| Incro S.A.                                               | —         | Química/fertilizantes |
| Industrias Químicas de Tarragona S.A.                    | INQUITASA | Química/fertilizantes |
| Industrial Química de Zaragoza S.A.                      | IQZ       | Química               |
| Productos Electrolíticos S.A.                            | PESA      | Química               |
| Combustibles de Fabero S.A.                              | COFASA    | Minería               |
| Compañía Española de Investigación y Fomento Minero S.A. | INFOSA    | Minería               |
| Compañía Española de Minas de Tharsis S.A.               | —         | Minería               |
| The Tharsis Public Limited Company                       | —         | Minería               |
| Inmobiliaria Industrial y Urbana S.A.                    | —         | Inmobiliaria          |
| Inmobiliaria Unión Industrial S.A.                       | —         | Inmobiliaria          |
| Parque San Gabriel S.A.                                  | —         | Inmobiliaria          |
| Cros Pinturas S.A.                                       | —         | Servicios             |
| Coprisa Poittemill S.A.                                  | —         | Servicios             |
| Podecros S.A.                                            | —         | Servicios             |